# Sana Mersni
Sana Mersni, née le 1er décembre 1984 à Jendouba, est une femme politique tunisienne, élue membre de l'assemblée constituante comme représentante du parti islamiste Ennahdha dans la circonscription de Jendouba puis reconduite dans l'Assemblée des représentants du peuple.

## Formation
Elle étudie la littérature avant de terminer une maîtrise en sciences criminelles à la faculté de droit de l'université de Tunis - El Manar. Elle écrit une thèse de doctorat sur la transition démocratique en Tunisie.

## Carrière
Sana Mersni exerce en tant qu'avocate et n'a aucune expérience politique avant de rejoindre Ennahdha et d'être élue à l'assemblée constituante en 2011 pour représenter la circonscription de Jendouba. Elle participe à ce titre à la rédaction de la Constitution de 2014. Elle est ensuite élue en 2014 à l'Assemblée des représentants du peuple, où elle est rapporteuse de la commission de législation générale.
En 2014, Mersni et Latifa Habachi proposent un amendement à la Constitution afin de donner au gouvernement le pouvoir de nommer des membres du pouvoir judiciaire. Ce projet est vivement contesté par les membres de l'opposition, ceux du Front populaire et du bloc démocratique, et conduit à un appel à la grève de la part du syndicat des juges tunisiens, même s'il est finalement accepté par 109 voix. En 2015, lorsque le parlement rétablit la peine de mort pour crimes terroristes, Mersni déclare que cela ne dissuaderait pas les « terroristes recherchant la mort pour se rendre au paradis »,.